# 短枝砂蘚
短枝砂蘚（学名：Racomitrium nitidulum）为紫萼蘚科砂蘚屬下的一个种。

## 扩展阅读
- 維基物種上的相關：短枝砂蘚